# Катлевич, Ежи
Ежи Катлевич (пол. Jerzy Katlewicz; 2 апреля 1927, Бохня — 16 ноября 2015) — польский дирижёр.

## Биография
Окончил Краковскую Высшую школу музыки (1952) по классу дирижирования Артура Малявского, у него же занимался в классе композиции. В 1955 году выиграл Безансонский международный конкурс молодых дирижёров.
В 1952—1958 годах работал в Краковской филармонии, а с 1954 года — также и в Краковской опере. Затем в 1958—1961 годах возглавлял Симфонический оркестр Познанской филармонии, в 1961—1968 годах — Симфонический оркестр Балтийской филармонии в Гданьске, в 1968—1981 годах — Симфонический оркестр Краковской филармонии. В 1979—1982 годах работал также с Филармоническим оркестром Северной Голландии. С 1972 года преподаёт в Краковской музыкальной академии.
Среди наиболее значительных записей Катлевича — Третья симфония Хенрика Гурецкого (с певицей Стефанией Войтович), Первый фортепианный концерт Фридерика Шопена (с Маурицио Поллини), а также концертная запись моцартовского Концерта № 19 с Кларой Хаскил и Оркестром концертного общества Парижской консерватории (1956).